# Caprera (Vaasa)
Lîle de Caprera (en finnois : Caprera) est une île de l'archipel de Gerby à Vaasa en Finlande.

## Géographie
L'île a une superficie de 0,04 km2 et est située à environ 500 mètres du continent.
Juste au nord de Caprera se trouve l'île d'Apoteket.

## Histoire
L'île s'appelle Fjärdsgrundet puis elle porte le nom de l'avocat Henrik Gustaf Aminoff qui avait un chalet d'été dans l'île dans les années 1860. 
Aminoff aurait ressemblé au combattant de la liberté italien Giuseppe Garibaldi, originaire de l'île de Caprera au large de la Sardaigne.
Plus tard au XIXe siècle, l'île a été achetée par le marchand Carl Johan Hartman et est restée propriété de la famille.